# Anilios affinis
Anilios affinis — вид змій родини сліпунів (Typhlopidae). Ендемік Австралії.

## Поширення і екологія
Anilios affinis поширені на сході і південному сході Квінсленду (на південь від Таунсвілла) та на північному сході Нового Південного Уельсу. Вони живуть в сухих рідколіссях, що ростуть на червоних піщаних ґрунтах та серед пісковикових виступів.